# Journées mondiales de la jeunesse 1991
Les Journées mondiales de la jeunesse 1991 sont un rassemblement de jeunes catholiques du monde entier qui s'est déroulé à Częstochowa en Pologne du 10 au 15 août 1991.

## Préparation

### Thème
Le thème choisi par le pape Jean-Paul II pour ces journées est tiré du huitième chapitre de l'Épître aux Romains, verset 15 : « Vous avez reçu un esprit de fils adoptifs ».

### Hymne
L'hymne de ces journées mondiales s'appelle Abba, Ojcze. Le chant original en polonais est composé par Jacek Sykulski pour la musique et le père Jan Góra pour les paroles.